# Clausula rebus sic stantibus
Clausula rebus sic stantibus (lat., v překladu „za předpokladu, že věci zůstanou, jak jsou“) je právní doktrína užívaná zejména v rámci veřejného mezinárodního práva umožňující zneplatnění smluv v důsledku zásadní změny okolností. Jde v podstatě o únikovou klauzuli, která činí výjimku z obecného pravidla pacta sunt servanda („smlouvy se mají dodržovat“).
Doktrína je především součástí zvykového mezinárodního práva, ale je využívána např. i ve Vídeňské úmluvě o smluvním právu z roku 1969 pod článkem 62 (Podstatná změna poměrů), ačkoli zde doktrína není zmíněna svým jménem.